# Старый Завод (Татарстан)
Старый Завод — деревня в Мамадышском районе Татарстана. Входит в состав Верхнеошминского сельского поселения.

## География
Находится в северной части Татарстана на расстоянии приблизительно 16 км на запад-северо-запад по прямой от районного центра города Мамадыш у речки Ошма.

## История
Основана в XIX веке, уже в начале XX века была мечеть. 

## Население
Постоянных жителей было: в 1897 году — 183, в 1908—212, в 1920—285, в 1926—301, в 1938—351, в 1949—267, в 1958—215, в 1970—271, в 1979—212, в 1989—119, в 2002 году 88 (татары 99 %).